# Brachyolene picta
Brachyolene picta là một loài bọ cánh cứng trong họ Cerambycidae.